# NGC 5860
NGC 5860 је лентикуларна галаксија у сазвежђу Волар која се налази на NGC листи објеката дубоког неба.
Деклинација објекта је + 42° 38' 31" а ректасцензија 15h 6m 33,7s. Привидна величина (магнитуда) објекта NGC 5860 износи 13,2 а фотографска магнитуда 14,2. NGC 5860 је још познат и под ознакама UGC 9717, MCG 7-31-33, MK 480, IRAS 15047+4249, CGCG 221-28, 1ZW 102, KCPG 454A, double syste, contactPGC 53939.